# Schizothecium carpinicola
Schizothecium carpinicola är en svampart som först beskrevs av Mouch., och fick sitt nu gällande namn av L. Cai 2005. Schizothecium carpinicola ingår i släktet Schizothecium och familjen Lasiosphaeriaceae.   Inga underarter finns listade i Catalogue of Life.